# Aeroporto di Port Said
L'Aeroporto di Port Said (in arabo دمياط، حى الضواحى‎?) (ICAO: HEPS - IATA: PSD) è un aeroporto nazionale egiziano a servizio della città di Port Said. 
L'aeroporto è stato sottoposto a un programma di ammodernamento con una parziale inaugurazione nel febbraio 2011. L'aeroporto è considerato vitale per la città costiera e per sostenere i suoi piani di espansione industriale. 
Al momento non ci sono servizi di linea da e per l'aeroporto.